# Баккен, Сиверт
Сиверт Гутторм Баккен (норв. Sivert Guttorm Bakken; род. 18 июля 1998, Лиллехаммер, Оппланн) — норвежский биатлонист. Победитель этапов Кубка мира в эстафетах.
Двухкратный победитель юношеских Олимпийских Игр. Многократный победитель и призёр чемпионатов Европы и этапов Кубка IBU.

## Карьера

### Сезон 2015/2016
Баккен участвовал в соревнованиях Junior-NM по биатлону— 2015, где выиграл обычную дистанцию и занял 5-е место в спринте. На велогонке Ilsetra 2015 он занял 7-е место в классе юниоров, а в 2015 он занял 4-е место. Он занял 5-е место в классе 18-летних в Кубке Норвегии по биатлону среди юниоров 2015/16.
Баккен является двухкратным Олимпийским чемпионом среди юношей, в 2016 году норвежец выиграл золотые медали в гонке преследования и одиночной смешанной эстафете.

### Сезон 2020/2021
На этапах Кубка Мира дебютировал на этапе в Оберхофе, где в двух проведённых гонках, спринте и гонке преследования, заработал очки. В этом же сезоне финишировал в топ-3 общего зачёта Кубка IBU и выиграл Малый хрустальный глобус по программе гонок преследования.

### Cезон 2021/2022
Сезон начал с попадания в "цветочную церемонию" в индивидуальной гонке на первом этапе Кубка мира в Эстерсунде. Там же Баккен впервые попал в состав эстафетной команды Норвегии и сразу же одержал победу в команде с многократными чемпионами мира Тарьеем и Йоханнесом Бё и Ветле Шостадом Кристиансеном.
На этапе в Антхольце во второй раз в карьере попал в топ-6, заняв 5-е место в гонке с общего старта. Баккен попал в сборную Норвегии на Олимпийские Игры в качестве резервиста, но ни разу не стартовал.
На этапе в Контиолахти вновь участвовал в победной эстафетной гонке, на этот раз с Кристиансеном, Андерсеном и Легрейдом. В спринте Контиолахти показал пока что лучший результат в карьере, 4 место, до бронзовой медали в спринте ему не хватило 1,5 секунды.

## Выступление на чемпионатах Европы
| Год  | Место проведения | Суперспринт | Спринт | Пр | Инд | СЭ | ОСЭ |
| ---- | ---------------- | ----------- | ------ | -- | --- | -- | --- |
| 2020 | ЧЕ Раубичи/Минск | 32          | 20     | 3  | —   | 3  | —   |
| 2021 | ЧЕ Душники-Здруй | —           | 21     | 6  | 5   | 1  | —   |